# Zona Franca Colonia Suiza
Zona Franca Colonia Suiza es una zona franca ubicada en Colonia Suiza, en el departamento de Colonia, en Uruguay.

## Ubicación
ZF Colonia Suiza se ubica en Colonia Suiza, en una privilegiada zona del sudoeste del Uruguay, en un estratégico y neurálgico punto geográfico, donde convergen las principales rutas nacionales que conducen a los más importantes puntos de acceso al país, sin tener que pasar por áreas congestionadas.
En la región de mayor futuro del país, cercano a la cabecera del puente Colonia-Buenos Aires, próximo a construirse, y de la terminal de la Hidrovía Paraguay-Paraná. 
Zona franca Colonia Suiza dista 50 km de la ciudad departamental, 400 km del Chuy, ciudad fronteriza con Brasil; 18 km del Río de la Plata, 130 km de Montevideo y de Buenos Aires.

## Servicios
ZF Colonia Suiza ofrece servicios de comercialización, depósito, almacenamiento, acondicionamiento, selección, clasificación, fraccionamiento, montaje, desmontaje, manipulación o mezcla de mercancías o materias primas de procedencia nacional o extranjera, logística, centros de distribución de mercaderías, etc. 
Así como también de servicios financieros, de informática, consultoría, comunicaciones, reparaciones y mantenimiento, profesionales, desarrollo de software, etc.